# Vega Innovations
Vega Innovations – lankijski producent elektrycznych supersamochodów z siedzibą w Kolombo działający od 2013 roku.

## Historia
Przedsiębiorstwo Vega Innovations zostało założone w 2013 roku w Kolombo przez lankijskiego inżyniera Harshę Subasinghę, a także jego biznesowego partnera Beshana Kulapalę. Za cel obrano skonstruowanie pierwszego w historii nie tylko Sri Lanki, ale i regionu Azji Południowej supersamochodu, wyróżniającego się dodatkowo napędem elektrycznym.
Wygląd pierwszego pojazdu firmy o nazwie Vega EVX został zaprezentowany w 2015 roku jako pod postacią wirtualnych renderingów, zapowiadając też specyfikację techniczną przyszłego pojazdu. Efekt prac konstrukcyjnych przedstawiono ostatecznie pod koniec 2019 roku, kiedy to zapowiedziano światową premierę modelu EVX na marzec 2020 roku podczas Geneva Motor Show. Ostatecznie pojazd zaprezentowano na zamkniętej konferencji z racji odwołania szwajcarskiej wystawy w związku z wybuchem pandemii COVID-19.

## Modele samochodów

### Planowane
- EVX